# Bau (Messe)

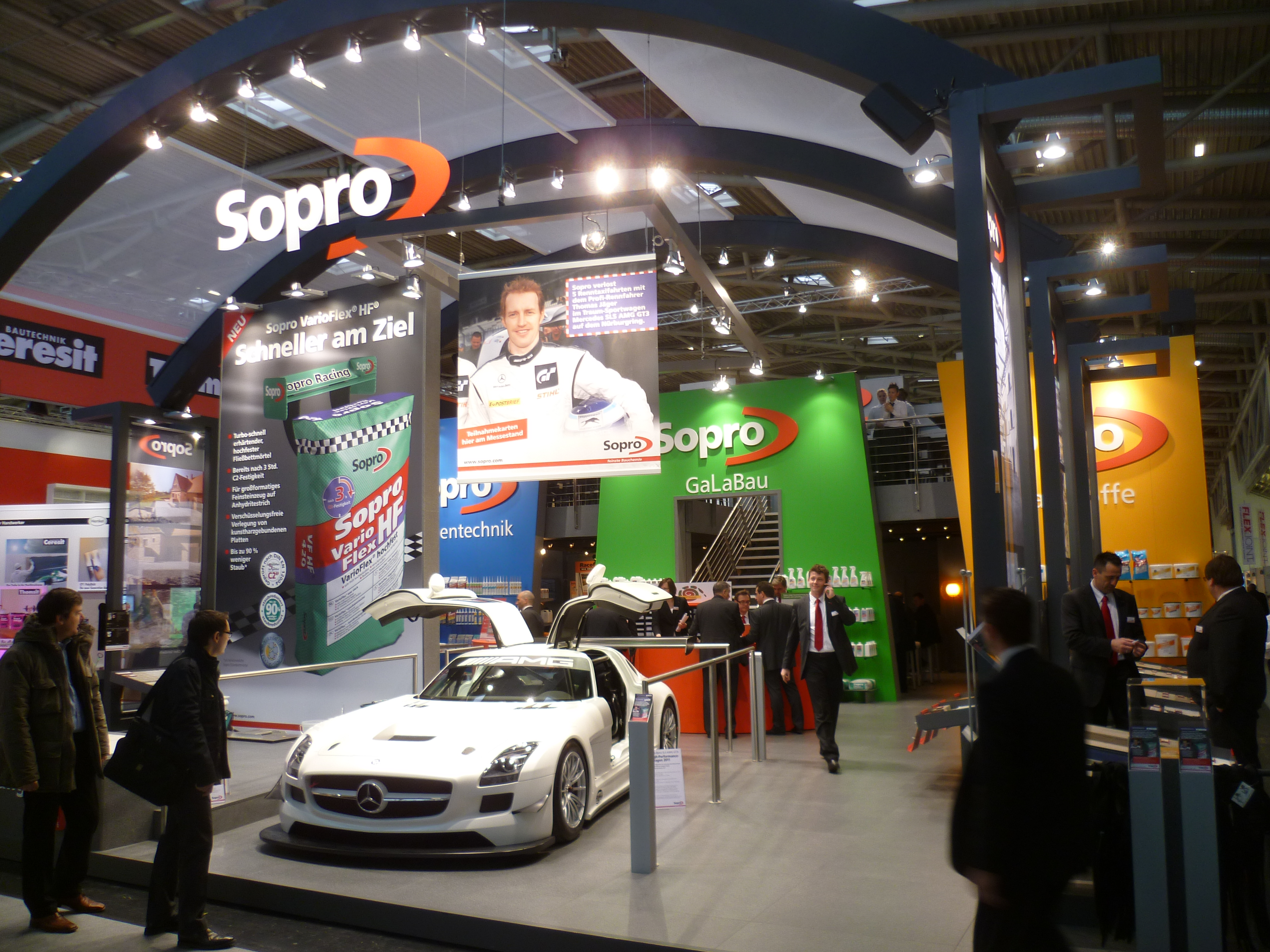
Messestand auf der Bau 2011

Die Bau ist die weltweit größte Fachmesse für Architektur, Materialien und Systeme und findet alle zwei Jahre im Januar (jeweils in den ungeraden Jahren) in der Neuen Messe München statt. Die erste Veranstaltung war 1964. Veranstalter ist die Messe München GmbH.
Das Angebot ist nach Baustoffen, Produkt- und Themenbereichen gegliedert und umfasst den Industrie- und Objektbau ebenso wie den Wohnungsbau und den Innenausbau. Das Zielpublikum der Bau sind international tätige Planer, Architekten und Projektentwickler sowie Bauhandwerker, Bauunternehmer, Baustoffhändler und Vertreter der Immobilienwirtschaft.

## Daten und Zahlen
Die Bau 2009 fand im Januar 2009 auf einer Ausstellungsfläche von 180.000 m² statt. Es stellten 1.776 Aussteller aus 43 Ländern aus. Mit 212.035 Besuchern, davon mehr als 37.000 aus dem Ausland, verbuchte die Messe einen Rekord. Der Fachbesucheranteil lag bei 95 %. Zusätzlich zum Angebot der Aussteller gab es ein umfangreiches Rahmenprogramm mit zahlreichen Veranstaltungen, wie z. B. Foren und Sonderschauen.
Zur Bau 2011 wurde erstmals zusätzlich ein Freigelände belegt, auf dem u. a. das Solarhaus der Hochschule Rosenheim, das beim Solar Decathlon Europe in Madrid den zweiten Platz gewann erstmals einer breiten Öffentlichkeit präsentiert wurde.
Erneut besuchten mehr Fachleute die Messe (+12 %; insgesamt rund 238.000 Besucher).
Auf der Bau 2013 stellten 2.028 Aussteller aus 41 Ländern auf 183.000 m² Brutto-Ausstellungsfläche ihre Produkte und Dienstleistungen zur Schau. An den Messetagen kamen über 232.900 Besucher, davon rund 60.100 aus dem Ausland.
Die 21. Bau fand in München vom 19.–24. Januar 2015 statt. 2015 Aussteller aus 42 Ländern präsentierten ihre Exponate auf einer Ausstellungsfläche von 180.000 m². An den Messetagen kamen über 251.000 Besucher.
250.000 Besucher besuchten die Fachmesse in 2017 (Anteil Besucher aus dem Ausland: 80.000). 2.120 Aussteller aus 45 Ländern präsentierten.
Auf der Bau 2019 (14. bis 19. Januar 2019) stellten 2250 Aussteller aus 45 Ländern aus. Die Besucherzahl wird mit 250.000 Besuchern ausgewiesen (aus dem Ausland 85.000).
Nach vier Jahren fand die Bau vom 17. April bis 22. April 2023 in München statt. 2260 Aussteller aus 49 Ländern präsentierten in den ausverkauften Messehallen. Die rückläufige Besucherzahl von 190.000 Besuchern (aus dem Ausland: 80.000) wird vorrangig durch parallele Warnstreiks an deutschen Flughäfen und im öffentlichen Nah- und Fernverkehr erklärt.
Die Bau 2025 fand vom 13. bis 17. Januar in München statt. Inhaltliche Schwerpunkte lagen bei den Themen resilientes und klimagerechtes Bauen, Veränderungen in Stadt, Quartier und Land sowie modulares und serielles Bauen.

## Lange Nacht der Architektur
Im Rahmen der Bau 2011 fand erstmals in München Die lange Nacht der Architektur statt. Architektonisch interessante Gebäude waren der Öffentlichkeit in München zugänglich, zum Teil begleitet mit Führungen durch die Architekten. So konnten die BMW Welt, die Allianz Arena und die Münchner Highlight Towers besichtigt werden.
Auch die Bau 2015 ist mit der Langen Nacht der Architektur ausgeklungen: In München öffneten architektonische Sehenswürdigkeiten den Besuchern ihre Pforten, darunter die Architekturgalerie München, das Museum Brandhorst und das Maximilianeum.

## Marketingkampagne
Seit mehreren Veranstaltungen werden für die Messe eigens spezielle Motive entwickelt. Futuristische Tier- oder Pflanzenmotive, die die 'Zukunft des Bauens' symbolisieren sollen. Die Kampagne wurde bereits zweimal durch den GWA (Gesamtverband Kommunikationsagenturen) mit dem GWA Profi ausgezeichnet.